# 대한민국 제22대 대통령 선거
대한민국 제22대 대통령 선거는 2030년 3월 27일 수요일에 실시될 선거이다.

## 선거 개요
2025년 6월 4일에 취임한 제21대 대한민국 대통령 이재명의 후임자로 이어갈 차기 대한민국 대통령 선출하는 선거이다. 개정된 선거법으로 만 18세에 해당하는 2012년 3월 28일생까지 선거 참여가 가능하며, 1990년 3월 28일생까지 피선거권이 있다.
이번 제22대 대한민국 대통령 선거의 당선자는 2030년 6월 4일부터 2035년 6월 3일까지 5년 동안 대한민국 대통령을 수행하게 된다.
후보자 중 자치단체장의 경우 선거법에 따라 선거일 이전에 공직에서 사임해야 한다.

### 선거권, 피선거권
2012년 3월 28일 이전 출생 대한민국 국민은 선거권과 피선거권이 있다.